# Еди Ван Хален
Едвард Лодевейк „Еди“ Ван Хален (на нидерландски: Edward Lodewijk „Eddie“ van Halen), е нидерландско-американски китарист, клавирист, текстописец и продуцент, известен най-вече като китарист и основател на рок групата Ван Хален. Смятан за един от най-добрите китаристи в света, Ван Хален е поставен на 8-о място в класацията на сп. „Ролинг Стоун“ на най-великите китаристи и на 4-то място в класацията на сп. „Тотал гитар“ на 100 най-велики китаристи за всички времена.
Еди Ван Хален умира на 6 октомври 2020 г. от рак на гърлото.